# Niedermerz
Niedermerz ist ein westlicher Ortsteil von Aldenhoven im Kreis Düren. Er liegt an der westlichen Seite der Landstraße 228 zwischen Aldenhoven und Neu-Lohn. Nachbarorte sind Schleiden, Aldenhoven-West, der Weiler Hausen und der Weiler Langweiler. Durch den Ort fließt der Merzbach. Niedermerz bildete mit dem oberhalb des Bachverlaufs liegenden Obermerz einen Doppelort, bis Obermerz im Zuge des Braunkohlentagebaus Zukunft 1972 abgerissen wurde.

## Geschichte
Das nahegelegene Merzbachtal ist der Ort zahlreicher archäologischer Funde: bandkeramische Siedlungsplätze (siehe auch Langweiler 8), römische Mauerreste sowie 60 fränkische Gräber inklusive zwei Fürstinnengräber mit Bernsteinketten und weiteren Schmuckbeigaben. Vermutlich verlief die Römerstraße von Aachen nach Jülich über Niedermerz.
Die katholische Pfarrkirche ist St. Johannes dem Täufer geweiht. Ihr Kirchturm aus dem 12. Jahrhundert ist das älteste Bauwerk von Niedermerz. Eine Besonderheit der Kirche ist die Tatsache, dass sich der Hauptaltar im Turmbau befindet. Es fällt außerdem auf, dass der Turm ostwärts gerichtet ist, welches auch nur für wenige Kirchen zutrifft. Das heutige Kirchenschiff wurde im 18. Jahrhundert neu errichtet. Der neue Friedhof und die Leichenhalle sind von 1966.
1902 gab es in Niedermerz noch vier Wasserpumpen, und 1908 wurde der Ort an das Stromnetz angeschlossen sowie 1911 an die zentrale Wasserversorgung Aldenhovens. Die Schule wurde 1829 gebaut und ist seit 1978 eine Gaststätte. Im Jahre 2009 wurde die Schule komplett in Mietwohnungen umgewandelt.
Am 1. Juli 1969 wurde Langweiler nach Niedermerz eingemeindet. Seit dem 1. Juni 2014 gehört der Weiler Langweiler zu Schleiden und nicht mehr zu Niedermerz. Am 1. Januar 1972 wurde Niedermerz nach Aldenhoven eingemeindet. Seit 1999 wird der Weiler Hausen dem Ortsteil Niedermerz zugeordnet.
Am 16. Mai 1971 wurde der Grundstein zum „Haus des Dorfes“ gelegt, und am 4. September 1972 das Gebäude eingeweiht. Es dient in erster Linie Altennachmittagen, Bastelgruppen, Feuerwehrübungen, Karnevalsveranstaltungen und Tanzgruppenproben.

## Wappen
| Wappen der früheren Gemeinde Niedermerz | Blasonierung: „In Gold (Gelb) und Schwarz geteilt; oben ein linksgerichteter schwarzer wachsender rotbewehrter doppelgeschwänzter Löwe, unten ein silberner (weißer) Lorbeerkranz.“ |
| Wappen der früheren Gemeinde Niedermerz | Wappenbegründung: Das Wappen wurde 1966 vom nordrhein-westfälischen Innenminister verliehen. Das Gotteslamm mit Kreuzfahne ist das Attribut des Pfarrheiligen St. Johann Baptist, welches seit 1566 überliefert ist. Die drei schwarzen Querbalken deuten auf die Zugehörigkeit zu der Herrschaft derer von Pallandt aus Laurenzberg (1300–1566) hin. |

## Baudenkmäler

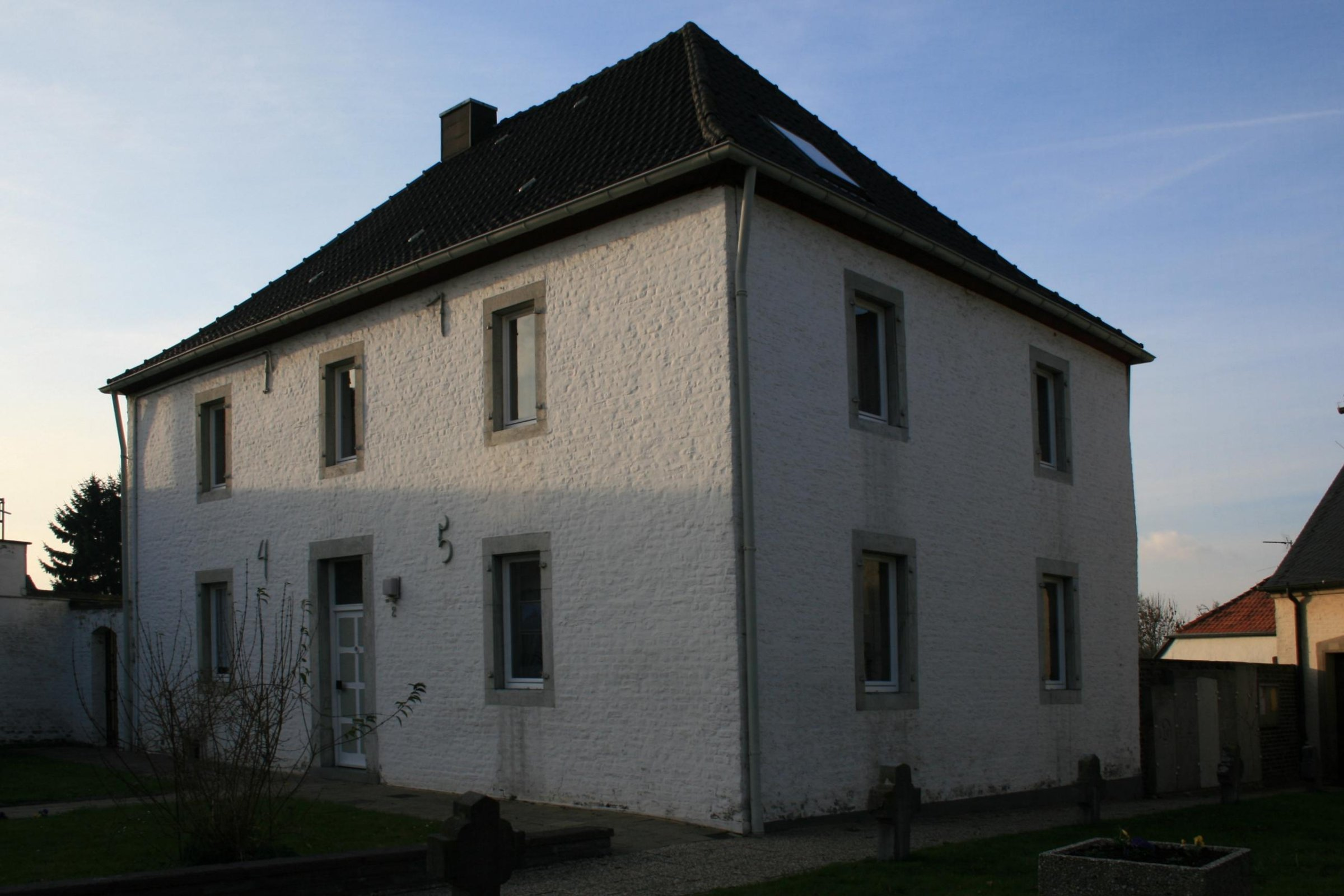
Pfarrhaus Niedermerz
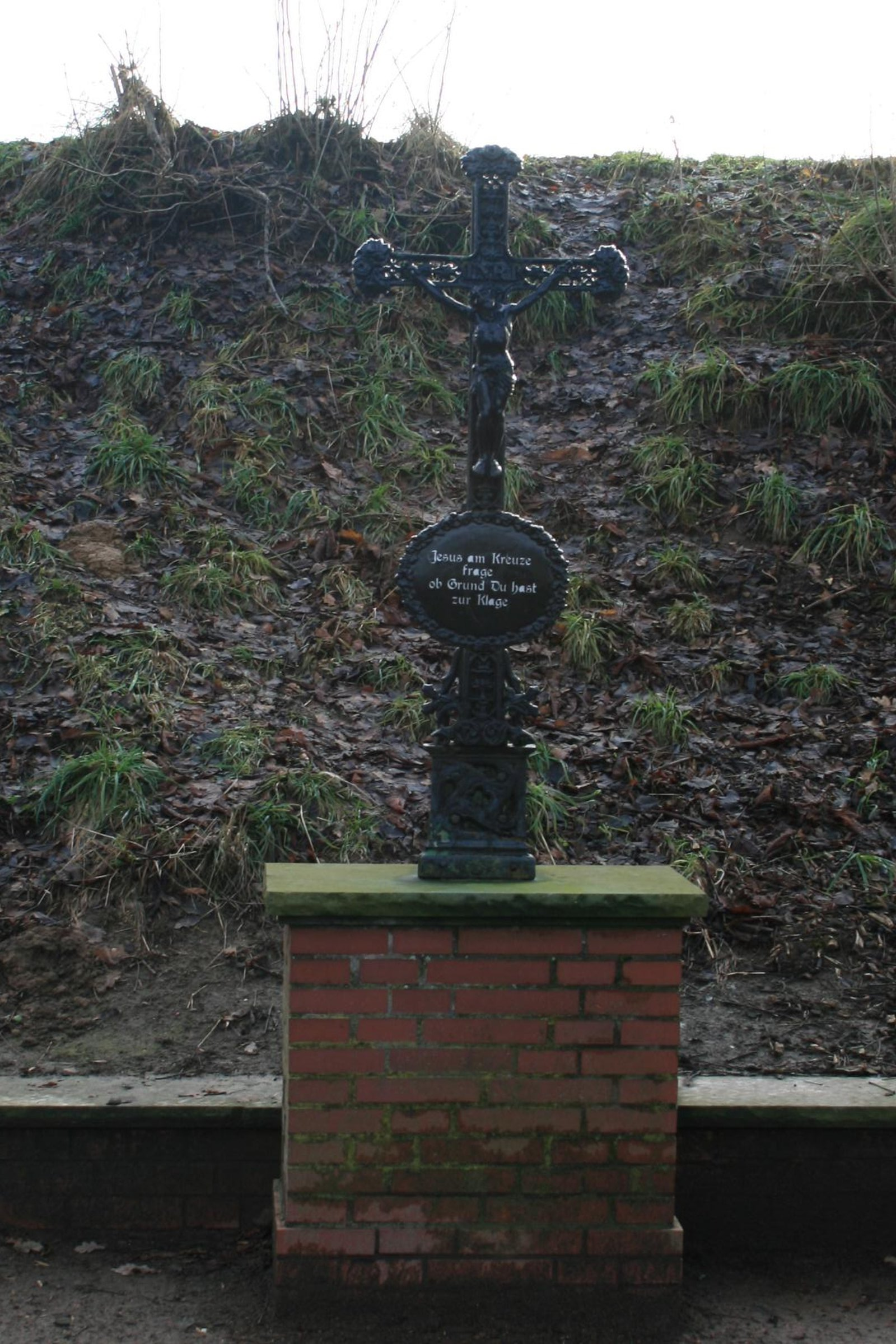
Wegekreuz In der Gracht
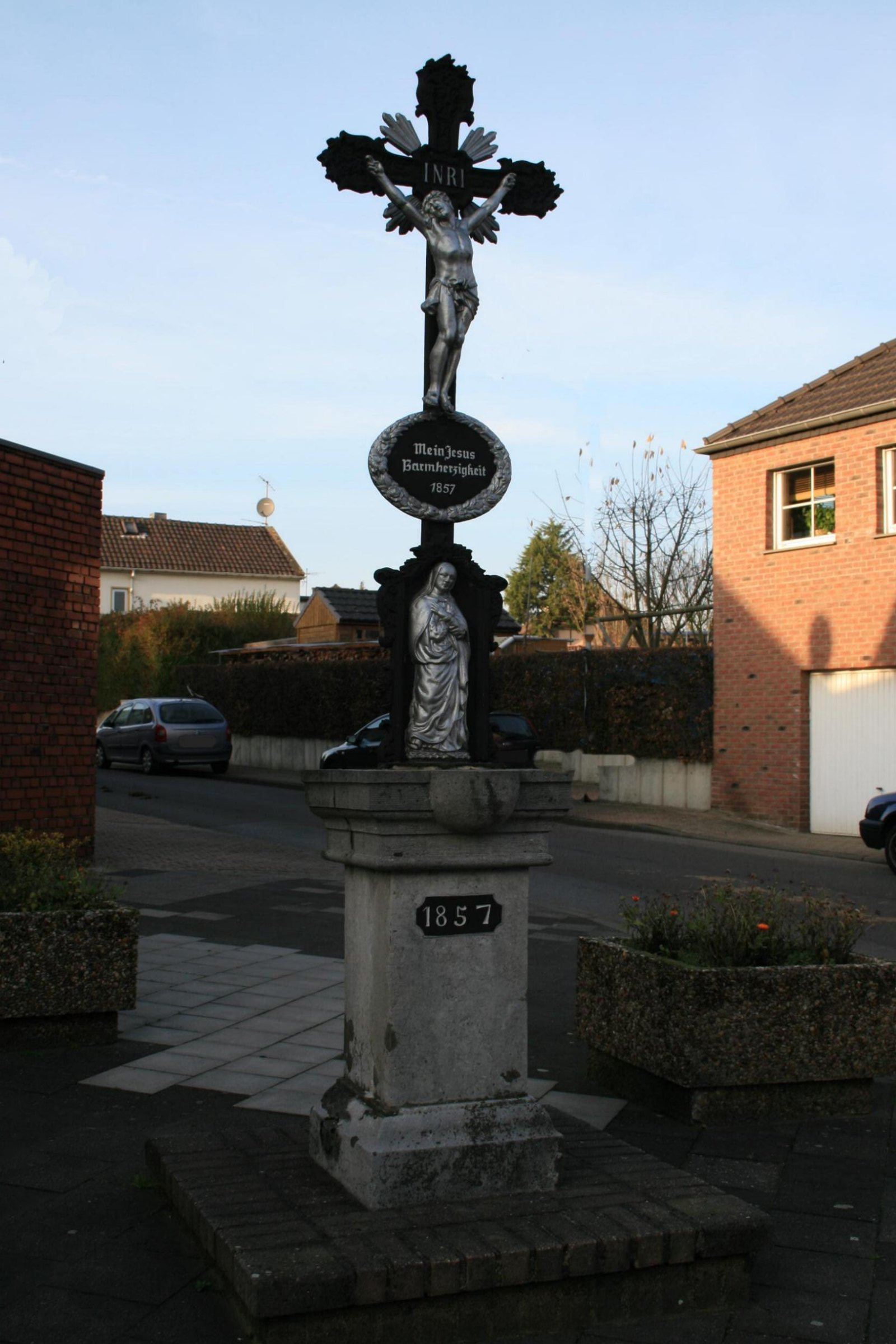
Wegekreuz Von-Paland-Straße/Dürboslarer Straße

## Alte Postkarten und Ansichten

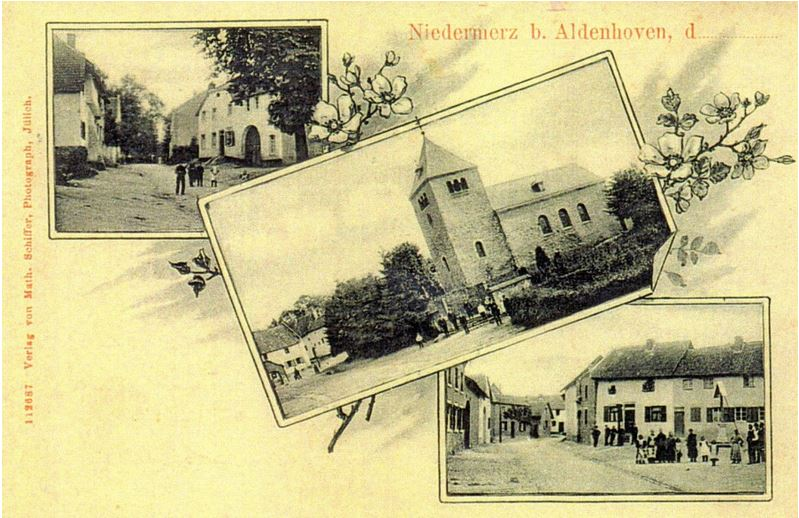
Niedermerz 1911 Hofbongardstraße, Kirche, Von-Paland-Straße
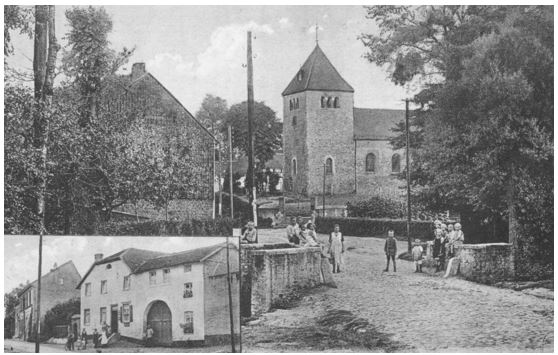
Niedermerz 1920er Jahren, Kirche mit Merzbachbrücke, Hofbongardstraße
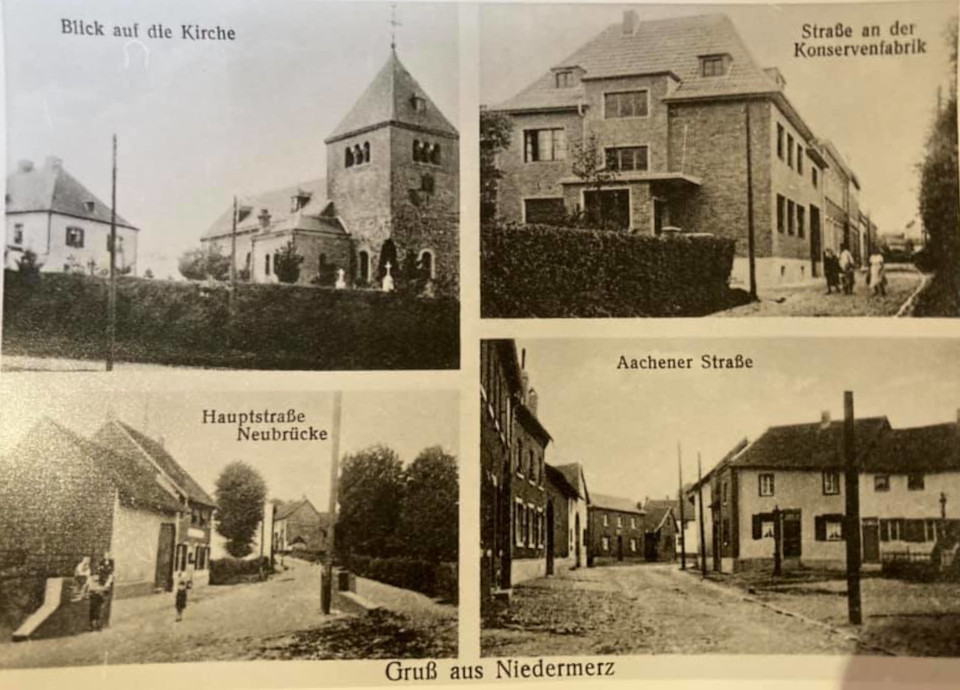
Niedermerz 1920er Jahre, Kirche, Hofbongardstraße, Johannesstraße mit Merzbachbrücke, Von-Paland-Straße
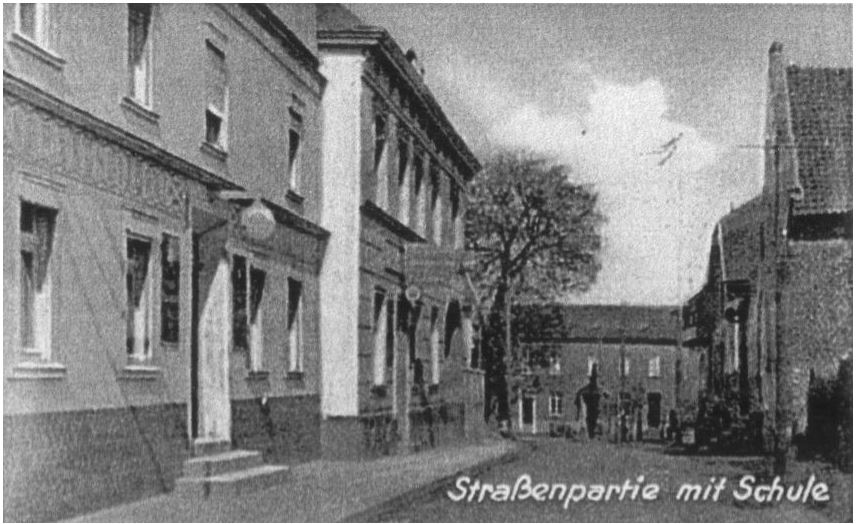
Niedermerz 1930er Jahre, Hofbongardstraße mit Bäckerei, Gaststätte und Blick auf Schule
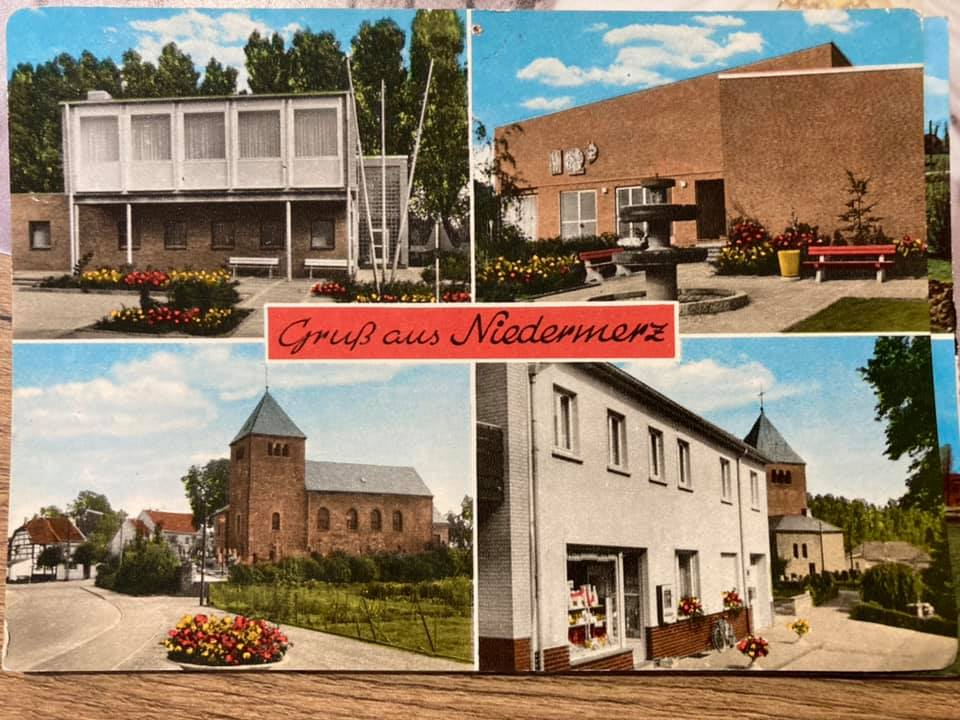
Niedermerz 1970er Jahre, Haus der Dorfes, Kirche, Hofbongardstraße mit Lebensmittelgeschäft

## Verkehr
Die nächste Anschlussstelle an das Autobahnnetz ist „Aldenhoven“ auf der A 44. Die nächsten Bahnhöfe sind „Alsdorf-Posttraße“ an der Euregiobahn, „Jülich Bahnhof“ an der Rurtalbahn und „Eschweiler Hbf“ an der Strecke Köln – Düren – Aachen.
Den Ort bedient die AVV-Buslinie 6 der ASEAG und verbindet ihn mit den Nachbarorten sowie mit Aldenhoven-Mitte, Jülich und Eschweiler. Zusätzlich verkehrt zu bestimmten Zeiten ein Anruf-Sammel-Taxi der Rurtalbus. An Schultagen verkehrt zusätzlich die Schulbuslinie 274.
| Linie | Betreiber | Verlauf |
| ----- | --------- | --- |
| 6     | ASEAG     | (Talbahnhof/Raiffeisenplatz – Krankenhaus –) Eschweiler Bushof – Dürwiß – Neu-Lohn – Fronhoven – (Weiler-Hausen – Niedermerz –) Aldenhoven – Bourheim – Jülich Walramplatz – Neues Rathaus – Jülich Bf/ZOB    |
| 274   | Rurtalbus | (Verstärkerfahrten) Barmen Haus Overbach – Aldenhoven / Jülich / Linnich / Titz |
| AST   | Rurtalbus | AnrufSammelTaxi: Mo–Fr abends, Sa nachmittags/abends, So Jülich Bf/ZOB – Jülich Innenstadt – Kirchberg – Bourheim – Engelsdorf – Aldenhoven – Niedermerz – Schleiden – Siersdorf – Dürboslar – Freialdenhoven |